# Bejlaganski rajon
Bejlaganski rajon (azerski: Beyləqan rayonu) je jedan od 66 azerbajdžanskih rajona. Bejlaganski rajon se nalazi na jugu Azerbajdžana te graniči s Iranom. Središte rajona je Bejlagan. Površina Bejlaganskog rajona iznosi 1.130 km². Bejlaganski rajon je prema popisu stanovništva iz 2009. imao 86.192 stanovnika, od čega su 43.201 muškarci, a 42.991 žene.
Bejlaganski rajon se sastoji od 40 općina.